# Cladocora caespitosa
Cladocora caespitosa is een rifkoralensoort uit de familie Cladocoridae. De wetenschappelijke naam werd in 1767 gepubliceerd door Carl Linnaeus.